# Beastie Boys
Beastie Boys was een New Yorkse hiphopgroep.

## Biografie
Beastie Boys bestond uit Adam Yauch (MCA) (5 augustus 1964 – 4 mei 2012), Mike Diamond (Mike D) (20 november 1965) en Adam Horovitz (King Adrock) (31 oktober 1966). Lange tijd golden deze witte Joodse jongens uit de middenklasse als een uitzondering in het hiphopwereldje, dat voornamelijk door zwarte jongens uit de getto's werd bevolkt.
Diamond (zang) en Yauch (bas) begonnen, met John Berry op gitaar en Kate Schellenbach op drums, begin jaren '80 als hardcore punkband in de New Yorkse scene, maar zich ontwikkelde na het vertrek van Berry en Schellenbach en de komst van Horovitz, geleidelijk aan richting hiphop. In hun beginjaren stonden ze bekend als feestbeesten, maar geleidelijk aan zijn ze zich ook met politieke zaken gaan bezighouden. Zo hebben ze in aanloop naar de Amerikaanse presidentsverkiezingen van George W. Bush actief kritiek geuit op de persoon en het beleid.
In de zomer van 1985 stond de band in het voorprogramma van Madonna's eerste Amerikaanse tournee: The Virgin Tour. Madonna zelf zei een groot fan van Beastie Boys te zijn.
In 1986 bracht Beastie Boys het eerste album uit: Licensed to Ill werd een groot succes. Met een combinatie van rock en hiphop is hun stijl op dat moment vergelijkbaar met die van Run-D.M.C., dat in dezelfde periode doorbrak. Met de single (You Gotta) Fight for Your Right (to Party!) werden de Beastie Boys bekend.
Het volgende album Paul's Boutique in 1989 haalde niet de verkoopcijfers van het eerste, maar was op artistiek vlak een grote sprong voorwaarts. Ze gebruikten veel uiteenlopende samples en waren daarmee voorlopers van de abstracte hiphop van onder andere DJ Shadow (U.N.K.L.E.).
Met Check Your Head in 1992 ging Beastie Boys (deels) over naar het het gebruik van live-instrumenten. Het album bevatte een aantal akoestische nummers, naast meer hiphopgerichte songs als So Whatcha' Want. Check Your Head was het eerste album dat de groep uitbracht op hun eigen platenlabel Grand Royal. Dit label ontstond toen het moederlabel Capitol Records, na het onverwachte succes van Check Your Head, de band de mogelijkheid gaf om zelf nieuwe acts uit te brengen en te verdelen via Grand Royal.
In 1994 volgde het album Ill Communication, met daarop de hit Sabotage.
In hetzelfde jaar bracht de groep op Grand Royal ook het album Some Old Bullshit uit. Het album was een overzicht van de hardcorepunkperiode van de groep en verzamelde nummers uit 1981 tot 1983. Hoewel allicht een must-have voor de fans, was het een weinig memorabel album. Toch was in de pubergrap Cookie puss en in Beastie Revolution al een voorproefje te horen van wat de groep te bieden had.
Het in 1998 uitgekomen album Hello Nasty bevestigde de reputatie van de groep en leverde opnieuw een wereldhit op met Intergalactic en de bescheidener hit Body Movin'.
Hoewel sociaal en politiek engagement vanaf de jaren '90 een belangrijke rol speelde voor de groepsleden, was dit engagement waarschijnlijk het meest uitgesproken op hun album To the 5 Boroughs. In deze ode aan de Verenigde Staten en hun thuisstad New York sprak de groep zijn ongerustheid uit over de verstrakking en de harde en niet altijd even doordachte reactie van de regering na de aanslagen op 11 september 2001.
Beastie Boys zette zich ook in voor de mensenrechten in Tibet, onder andere via de Milarepa-stichting.
Op 4 april 2011 bracht de groep nog de single  uit Make some noise Op 29 april 2011 kwam het album uit genaamd Hot sauce committee part two.
Op 20 juli 2009 liet Adam Yauch (MCA) via een videoboodschap op hun website weten dat Beastie Boys hun geplande toer moesten uitstellen wegens gezondheidsredenen. Hij overleed op 4 mei 2012 aan de gevolgen van kanker in een speekselklier. Hij werd 47 jaar oud.

## Trivia
- De Nederlandse hiphopgroep Osdorp Posse coverde in 1993 op hun album Vlijmscherp het Beastie Boys-nummer No Sleep till Brooklyn in een eigen, Nederlandstalige versie: Geen Slaap tot Osdorp.

## Discografie

### Albums
| Album met eventuele hitnotering(en) in de Nederlandse Album Top 100 | Datum van verschijnen | Datum van binnenkomst | Hoogste positie | Aantal weken | Opmerkingen         |
| ------------------------------------------------------------------- | --------------------- | --------------------- | --------------- | ------------ | ------------------- |
| Licensed to ill                                                     | 1987                  | 14-02-1987            | 20              | 35           |                     |
| Paul's boutique                                                     | 1989                  | 05-08-1989            | 30              | 10           |                     |
| Check your head                                                     | 1992                  | -                     |                 |              |                     |
| Some old bullshit                                                   | 1994                  | -                     |                 |              | Verzamelalbum       |
| Ill communication                                                   | 1994                  | 18-06-1994            | 24              | 21           |                     |
| Root down                                                           | 1995                  | 24-06-1995            | 67              | 3            |                     |
| The in sound from way out!                                          | 1996                  | -                     |                 |              | Instrumentaal album |
| Original ill                                                        | 1998                  | -                     |                 |              | Verzamelalbum       |
| Hello nasty                                                         | 06-07-1998            | 18-07-1998            | 2               | 16           |                     |
| Anthology: The sound of science                                     | 22-11-1999            | 04-12-1999            | 62              | 6            | Verzamelalbum       |
| To the 5 boroughs                                                   | 14-06-2004            | 19-06-2004            | 14              | 14           |                     |
| Solid gold hits                                                     | 04-11-2005            | -                     |                 |              | Verzamelalbum       |
| The mix-up                                                          | 22-06-2007            | 07-07-2007            | 84              | 1            |                     |
| Check your head                                                     | 03-04-2009            | -                     |                 |              |                     |
| Hot sauce committee part two                                        | 29-04-2011            | 07-05-2011            | 6               | 12           |                     |

| Album met hitnotering(en) in de Vlaamse Ultratop 200 albums | Datum van verschijnen | Datum van binnenkomst | Hoogste positie | Aantal weken | Opmerkingen   |
| ----------------------------------------------------------- | --------------------- | --------------------- | --------------- | ------------ | ------------- |
| Hello nasty                                                 | 1998                  | 11-07-1998            | 2               | 15           |               |
| Anthology: The sound of science                             | 1999                  | 11-12-1999            | 37              | 2            | Verzamelalbum |
| To the 5 boroughs                                           | 2004                  | 19-06-2004            | 9               | 16           |               |
| Solid gold hits                                             | 2005                  | 26-11-2005            | 62              | 7            | Verzamelalbum |
| The mix-up                                                  | 2007                  | 19-06-2007            | 30              | 8            |               |
| Hot sauce committee part two                                | 2011                  | 07-05-2011            | 3               | 21           |               |

### Singles
| Single met eventuele hitnotering(en) in de Nederlandse Top 40 | Datum van verschijnen | Datum van binnenkomst | Hoogste positie | Aantal weken | Opmerkingen              |
| ------------------------------------------------------------- | --------------------- | --------------------- | --------------- | ------------ | ------------------------ |
| (You Gotta) Fight for Your Right (to Party!)                  | 1987                  | 28-03-1987            | 10              | 7            | #10 in de Single Top 100 |
| No sleep till Brooklyn                                        | 1987                  | 11-07-1987            | 22              | 5            | #23 in de Single Top 100 |
| She's on it                                                   | 1987                  | 05-09-1987            | tip6            | -            | #23 in de Single Top 100 |
| Hey ladies                                                    | 1989                  | 05-08-1989            | tip2            | -            | #31 in de Single Top 100 |
| Sabotage / Get it together                                    | 1994                  | 16-07-1994            | tip2            | -            | #35 in de Single Top 100 |
| Intergalactic                                                 | 19-06-1998            | 11-07-1998            | 15              | 9            | #16 in de Single Top 100 |
| Body movin'                                                   | 1998                  | 21-11-1998            | tip18           | -            | #82 in de Single Top 100 |
| Ch-check it out                                               | 31-05-2004            | 12-06-2004            | tip5            | -            | #35 in de Single Top 100 |
| An open letter to NYC                                         | 2005                  | -                     |                 |              | #17 in de Single Top 100 |
| Make some noise                                               | 04-04-2011            | -                     |                 |              | #87 in de Single Top 100 |

| Single met hitnotering(en) in de Vlaamse Ultratop 50 | Datum van verschijnen | Datum van binnenkomst | Hoogste positie | Aantal weken | Opmerkingen   |
| ---------------------------------------------------- | --------------------- | --------------------- | --------------- | ------------ | ------------- |
| Intergalactic                                        | 1998                  | 11-07-1998            | 36              | 8            |               |
| Make some noise                                      | 2011                  | 07-05-2011            | tip24           | -            |               |
| Don't play no game that I can't win                  | 13-06-2011            | 02-07-2011            | tip8            | -            | met Santigold |

### Mixtapes
- New York State of Mind (2004)

### Ep's
- Pollywog Stew (1982)
- Cooky Puss (1983)
- Rock Hard (1984)
- Pretzel Nugget E.P (1994)
- Aglio e Olio (1995)
- Root Down (1995)
- Brass Monkey (1999)

### NPO Radio 2 Top 2000
| Nummers met noteringen in de NPO Radio 2 Top 2000 | '15  | '16  | '17  | '18  | '19  | '20  | '21  | '22  | '23  | '24  |
| ------------------------------------------------- | ---- | ---- | ---- | ---- | ---- | ---- | ---- | ---- | ---- | ---- |
| Intergalactic                                     | 1419 | 1477 | 1464 | 1943 | -    | -    | -    | -    | -    | -    |
| No Sleep till Brooklyn                            | -    | 1609 | 1514 | -    | -    | -    | -    | -    | -    | -    |
| Sabotage                                          | -    | 548  | 560  | 734  | 827  | 847  | 730  | 812  | 780  | 844  |
| (You Gotta) Fight for Your Right                  | 1331 | 1956 | 1941 | 1479 | 1607 | 1434 | 1406 | 1639 | 1661 | 1818 |

1. ↑  Een '-' betekent dat het nummer niet was genoteerd en een vetgedrukt getal geeft de hoogste notering van een nummer aan.
2. ↑  2015 was het eerste jaar met een notering voor Beastie Boys.

## Filmografie
- Krush Groove (1985)
- Tougher Than Leather (1988)
- Futurama episode "Hell Is Other Robots" (1999)
- Awesome; I Fuckin' Shot That! (2006)
- Fight for Your Right Revisited (2011)
- Beastie Boys Story (2020)